# Linzberg
Linzberg je vrch o nadmořské výšce 459 m na území hornolužické obce Neukirch/Lausitz v zemském okrese Budyšín v Sasku.

## Charakteristika
Vrch leží v německé části Šluknovské pahorkatiny (Lausitzer Bergland) a její mesogeochoře Severní hornolužická vrchovina (Nördliches Oberlausitzer Bergland). Na jihozápadě na Linzberg navazuje Valtenberg (586 m), na jihovýchodě Vogelberg (462 m) a na severozápadě z něj vybíhá spočinek Davidsberg (420 m). Geologické podloží tvoří převážně hybridní dvojslídý granodiorit, který je na severním úpatí vystřídán lužickým granodioritem. Převažujícím půdním typem je podzolová kambizem, kterou doplňuje erodovaná parakambizem až pseudoglej, glej až koluvizem a regosol. Podél východního až severního úpatí protéká říčka Wesenitz a na západním svahu pramení potok Rotes Floß. Celý vrch tak náleží k povodí Labe a k úmoří Severního moře. Většina vrchu je zalesněná převážně jehličnatým lesem. Od východního po severní úpatí se rozkládá zástavba Ringenhainu a Neukirchu. Linzberg je součástí lesní oblasti Hohwald. Většina vrchu, kromě zástavby, leží v chráněné krajinné oblasti Oberlausitzer Bergland a rovněž sem zasahuje část evropsky významné lokality Obere Wesenitz und Nebenflüsse.
Přes severní svah prochází železniční trať Budyšín – Bad Schandau s železniční zastávkou Neukirch (Lausitz) Ost. Linzberg křižuje žlutě značená turistická trasa spojující Neukirch s hostincem Hohwaldschenke a zelená trasa spojující Neukirch s Ringenhainem.